# Tonaki
Tonaki (渡名喜村?) è un villaggio giapponese della prefettura di Okinawa.